# Mistrzostwa Islandii w Skokach Narciarskich 1937
Mistrzostwa Islandii w Skokach Narciarskich 1937 – inauguracyjne zawody, które wyłoniły najlepszych skoczków narciarskich w Islandii w roku 1937. Rozegrano zawody jedynie w kategorii seniorów; odbyły się one w marcu 1937 roku.
Były to inauguracyjne mistrzostwa o tytuł najlepszego skoczka w kraju. W konkursie skoków uczestniczyło 18 zawodników. Historycznym zwycięzcą zawodów został Alfreð Jónsson, który zwyciężył po skokach na 24 i 28,5 m. Na kolejnych miejscach uplasowali się Jón Þorsteinsson i Jóhann Sölvason.
Zawody w skokach narciarskich rozegrano na skoczni w Reykjavíku.

## Wyniki
| Miejsce | Zawodnik              | Skok 1 | Skok 2 | Nota  |
| ------- | --------------------- | ------ | ------ | ----- |
| 1.      | Alfreð Jónsson        | 24,0   | 28,5   | 216,2 |
| 2.      | Jón Þorsteinsson      | 24,0   | 27,5   | 212,2 |
| 3.      | Jóhann Sölvason       | 24,5   | 25,5   | 209,8 |
| 4.      | Þorkell Benónýsson    | 23,5   | 26,0   | 205,9 |
| 5.      | Stefán Þórarinsson    | 23,5   | 26,0   | 204,1 |
| 6.      | Jón Stefánsson        | 24,0   | 25,5   | 201,4 |
| 6.      | Gunnar Jónsson        | 22,5   | 27,0   | 201,4 |
| 8.      | Bjarni Ólafsson       | 23,5   | 25,5   | 199,2 |
| 9.      | Helgi Sveinsson       | 21,0   | 24,0   | 192,6 |
| 10.     | Sigurgeir Þórarinsson | 21,5   | 24,0   | 188,5 |
| 11.     | Óskar Sveinsson       | 23,5   | 23,5   | 188,0 |
| 12.     | Kristján Þorkelsson   | 20,0   | 24,5   | 176,9 |
| 13.     | Ketill Ólafsson       | 26,0   | 29,5   | 164,4 |
| 14.     | Bjarni Ágústsson      | 19,5   | 21,0   | 154,5 |
| 15.     | Pjetur Söbstad        | 15,5   | 16,0   | 135,8 |
| 16.     | Hjörtur Jónsson       | 17,0   | 15,0   | 60,0  |
| 17.     | Sig. Ólafsson         | 18,5   | 20,5   | 57,0  |
| 18.     | Brandur Tómasson      | 14,5   | 14,0   | 54,0  |